# Ustawa Dawesa

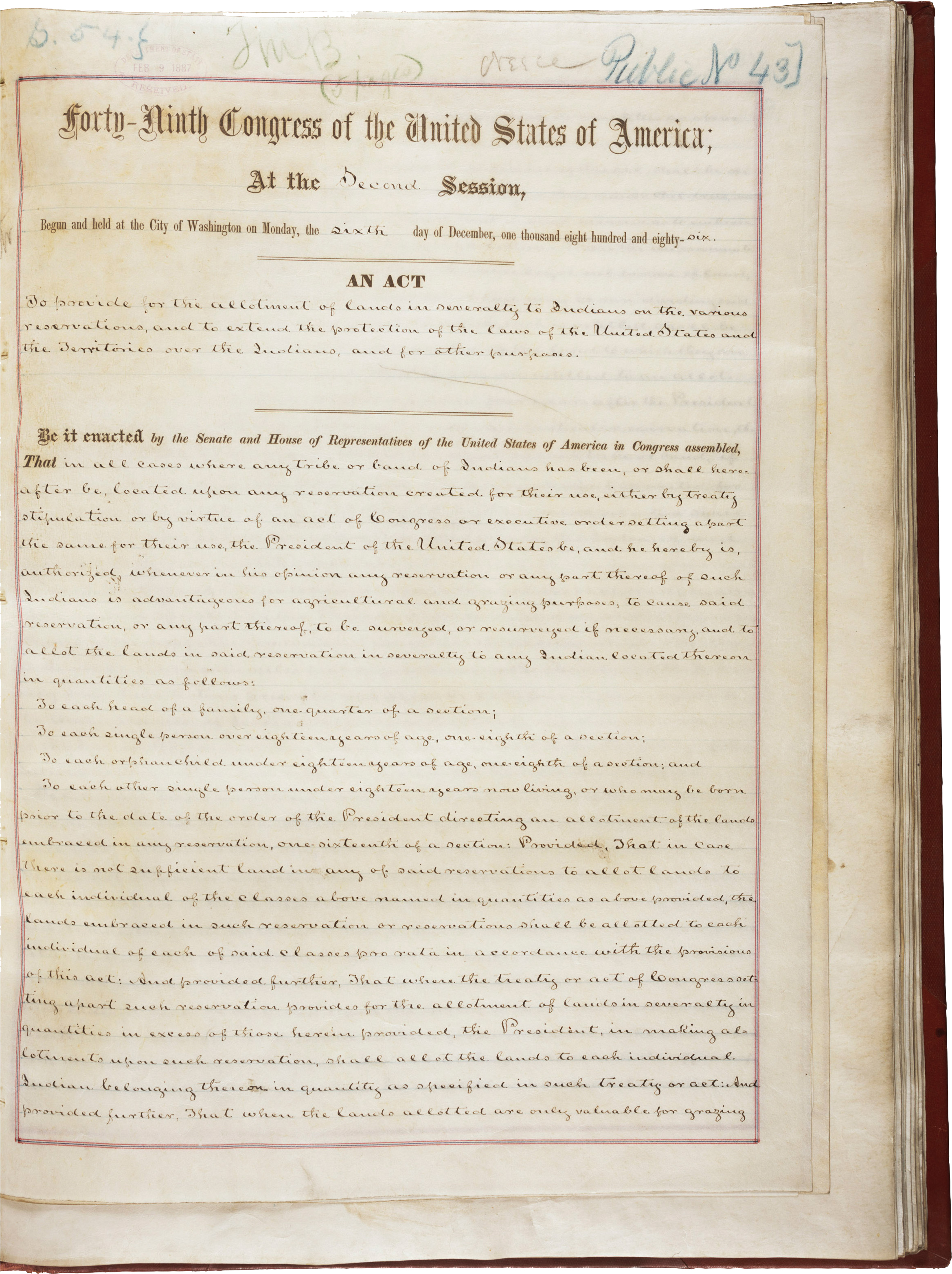
Pierwsza strona ustawy

Ustawa Dawesa (ang. Dawes Act, Daves Severalty Act, General Allotment Act, GAA) – amerykańska ustawa uchwalona przez Kongres Stanów Zjednoczonych 8 lutego 1887 roku z inicjatywy senatora ze stanu Massachusetts Henry’ego L. Dawesa.
Celem ustawy Dawesa, zwanej też ustawą o powszechnym podziale ziemi, było rozparcelowanie ziem stanowiących wspólną własność indiańskich plemion oraz przejęcie tzw. „nadwyżek” (ang. surplus lands) przez państwo i przeznaczenie ich na sprzedaż pod inwestycje i osadnictwo. W okresie obowiązywania ustawy, tj. w latach 1887–1934, w ręce nie-Indian przeszło ponad 60% tubylczych ziem w Stanach Zjednoczonych (ponad 86 mln akrów, czyli ok. 360 tys. km²).
Ustawa Dawesa miała zastosowanie w większości indiańskich rezerwatów i przewidywała podział ziem plemiennych na indywidualne działki i przejęcie „nadwyżek” przez państwo (po wynegocjowaniu „sprawiedliwej” ceny z danym plemieniem). Działki przeznaczone pod rolnictwo miały mieć powierzchnię 160 akrów (0,65 km²), pod hodowlę – 80 akrów (0,33 km²), a na inne cele życiowe – 40 akrów (0,16 km²). Spisy takich działek miały prowadzić lokalne urzędy ds. Indian, a dochody ze sprzedaży nadwyżek miały trafiać „dla dobra plemion” na specjalny rządowy fundusz powierniczy. Działki mieli też otrzymać Indianie żyjący poza rezerwatami oraz członkowie plemion bez rezerwatów.
Przez 25 lat ziemia przyznana indywidualnym Indianom miała nadal pozostawać w „zarządzie powierniczym” państwa, które – ograniczając prawo właścicieli do dysponowania nią – miało dbać o ich interesy w sytuacji, gdyby Indianie nie radzili sobie w gospodarce rynkowej (ten kontrowersyjny przepis modyfikowano później, wydłużając jego obowiązywanie, ale i wprowadzając kolejne wyjątki). Po spełnieniu pewnych warunków indiańscy właściciele indywidualnych gospodarstw mieli uzyskać obywatelstwo amerykańskie (wszyscy Indianie mieszkający w USA otrzymali je dopiero w 1924 r.).
W praktyce, powierzchnia działek okazała się często niewystarczająca do prowadzenia indywidualnych gospodarstw rolnych lub hodowlanych (m.in. ze względu na ubogie gleby, brak wody, zaplecza technicznego, rynków zbytu lub doświadczenia Indian w gospodarowaniu), a z czasem wiele z nich uległo dalszemu podziałowi (np. w drodze dziedziczenia) lub przeszło na własność nie-Indian. W czasie obowiązywania ustawy co najmniej 90 tys. Indian zostało w ten sposób pozbawione jakiejkolwiek ziemi.
Ustawa łączyła dominujące ówcześnie poglądy reformatorów społecznych, zatroskanych o przyszłość amerykańskich Indian, z interesami wielkich przedsiębiorców, w tym budowniczych transkontynantalnych linii kolejowych, i kolonizujących „Dziki Zachód” białych osadników.
Stworzenie federalnych „list Indian” (ang. federally enrolled members) spotkało się początkowo ze sprzeciwem wielu członków większości plemion i wymagało dyplomatycznych zabiegów ze strony agentów Biura do spraw Indian, a czasem także uspokojenia wrogich nastrojów w niektórych rezerwatach lub przełamywania indiańskiego bojkotu nowych przepisów. Nawet dziś ustawa pozostaje tematem żywych dyskusji, zwłaszcza wśród osób o indiańskim pochodzeniu, które z różnych powodów nie znalazły się na listach (tym bardziej, iż zdarzało się, że umieszczano na nich białych, którzy powołując się na swoich indiańskich przodków, usyskiwali prawo do bezpłatnej ziemi).
Ustawa Dawesa uważana jest współcześnie za jeden z tych amerykańskich przepisów prawnych, który wyrządził największe szkody północnoamerykańskim Indianom, pozbawiając ich większości bazy terytorialnej i niezależności, podcinając podstawy ich tradycyjnych systemów gospodarowania, plemiennych kultur, zależności i ról społecznych. W 1871 r. zakończył się okres zawierania przez władze USA traktatów z Indianami. Uchwalenie niedługo później ustawy Dawesa rozpoczęło proces przyspieszonej asymilacji i akulturacji tubylczych ludów żyjących w granicach Stanów Zjednoczonych. Jednocześnie ustawa Dawesa, traktowana jako sposób ówczesnych reformatorów na rozwiązanie „problemu Indian” i powstrzymanie „wojen indiańskich”, określana bywa jako „alternatywa wobec zagłady”. Otwarcie dzięki ustawie olbrzymich terenów amerykańskiego Zachodu dla kolejnych fal europejskich osadników i inwestorów umożliwiło gwałtowny rozwój tych ziem i ich integrację z resztą kraju.
Ustawę Dawesa poprawiano dwukrotnie – w 1891 i 1906 r. (tzw. ustawa Burke’a). Obowiązywała do 1934 r., kiedy to Kongres USA uchwalił reformatorską ustawę o reorganizacji Indian (IRA). Opublikowany w 1928 r. Raport Meriama wykazał liczne błędy i nadużycia urzędników związane z wykonywaniem przepisów ustawy Dawesa oraz udowodnił, że służyła ona m.in. do nielegalnego pozbawiania tubylczych plemion ich ziem. Przyspieszyło to decyzje władz federalnych o zmianie przepisów i polityki wobec Indian (choć np. na Alasce podobne przepisy o podziale ziemi obowiązywały aż do 1993 r.). Powołany ustawą Dawesa federalny fundusz powierniczy, gromadzący środki m.in. z dzierżawy indiańskich ziem i praw do eksploatacji zasobów naturalnych, nadal administrowany jest przez Biuro do spraw Indian, a sposób zarządzania tym funduszem pozostaje od lat obiektem krytyki, a nawet procesów sądowych.